# Google Duo
Google Duo war ein kostenloser Sprach- und Videotelefonie-Dienst für den Webbrowser und als App für die Betriebssysteme Android und iOS. Alle Anrufe sind durch eine Ende-zu-Ende-Verschlüsselung geschützt.
Im Mai 2016 wurde Duo auf der Entwicklerkonferenz Google I/O vorgestellt, am 16. August 2016 in den USA und kurz darauf weltweit verfügbar gemacht. Sie ermöglicht es Anwendern ohne Google-Konto, mit anderen Anwendern via Telefonnummer zu kommunizieren. Eine Funktion ist Knock Knock (deutsch Kuckuck), mit der der Anrufer live gesehen werden kann, noch bevor der Anruf angenommen wurde. Auch Sprachanrufe sind möglich.
Unterstützt werden Gruppenanrufe (Videokonferenz) mit bis zu 32 Teilnehmern. Eine Anrufbeantworterfunktion für Sprach- und Videoanrufe ist vorhanden.
Ende 2022 wurde Duo durch Google Meet ersetzt.

## Technik
Für Apple- und Android-Geräte wird eine App bereitgestellt. Auf anderen Betriebssystemen lässt sich Google Duo über den Browser nutzen. Google Duo unterstützt neben textbasierter Kommunikation eine bidirektionale Audio- und Videokommunikation mit einer Videoauflösung in HD, welche Ende-zu-Ende verschlüsselt ist. Eine Besonderheit von Google Duo ist die Integration in Smart-Home-Geräte aus der Google-Produktfamilie. So lassen sich z. B. Anrufe per Sprachbefehl starten.